# قطعنامه ۱۸۰۷ شورای امنیت
قطعنامه ۱۸۰۷ شورای امنیت سازمان ملل متحد که در تاریخ ۳۱ مارس ۲۰۰۸ تصویب شد، سندی بین‌المللی دربارهٔ اوضاع در مورد جمهوری دموکراتیک کنگو است. این قطعنامه طی نشست ۵۸۶۱ام با ۱۵ رای موافق، ۰ مخالف و ۰ ممتنع تصویب شد.